# Richardene Kloppers
Richardene Kloppers (5 janvier 1926 - 16 mai 2009) est une institutrice d'école de Namibie qui fut la première enseignante noire qualifiée de son pays. 

## Biographie

### Jeunesse et formation
Elle est née de Sam et Francis Paulton le 5 janvier 1926 à Keetmanshoop, dans le territoire du Sud-Ouest africain (actuelle Namibie), alors sous administration de l'Union sud-africaine. 
Elle est l'aînée de onze frères et sœurs, issue d'une famille ouvrière. 
Richardene Paulton fréquente l'école de la Mission catholique romaine de Tseiblaagte et elle fait son apprentissage dans la langue de Nama (anciennement langue hottentote) jusqu'au niveau 4 (sixième année aux États-Unis). Elle pense devenir nonne mais la Mission l'encourage à se former pour enseigner. 
Elle est diplômée du St. Augustine Teachers College (Parow, Le Cap). De retour au Sud-ouest africain, elle commence à enseigner à Gibeon et devient la première enseignante noire qualifiée du Sud-ouest africain,. 
En 1948, elle épouse Andrew Kloopers, un activiste politique organisateur de l'Union des Professeurs de Couleur.

### École de Khomasdal
Avec son mari, Richardene Kloppers ouvre en 1956, l'une des premières écoles non raciales de Khomasdal, la St Andrew's School, située à Old Location, le quartier de la population de couleur à Windhoek,. Andrew, est directeur de 1957 à 1966. 
Au moment de l'ouverture de l'école, le gouvernement de l'Afrique du Sud (et donc aussi le sud-ouest africain) est mené par le Parti national. Celui-ci a une politique stricte de ségrégation raciale (l'apartheid) et l'administration du territoire estime que l'école « enfreint la loi ». L'école a ouvert ses portes malgré tout et fonctionne toujours. 
Après l'indépendance de la Namibie (1990), la rue de l'école de Khomasdal est renommée Richardine Kloppers Street. Elle reçoit environ 600 élèves (en 2009). Cette école a inspiré la création d'autres établissements dans le quartier : Gammams Primary, Ella Du Plessis Secondary School et Elim Primary School. 
Des namibiens célèbres ont été formés par le couple Kloppers :  l'ancien ministre Nico Bessinger, l'athlète Frank Fredericks, le docteur Frans Stellmacher et la politicienne Bience Gawanas. 

### Décès
En 2009, Richardene Kloppers meurt d'un cancer de l'estomac fulgurant, au Roman Catholic Hospital de Windhoek. Elle est enterrée au cimetière de Khomasdal.

## Descendance
Elle a 15 enfants dont trois sont devenus directeurs dans différentes écoles de Khomasdal.   

## Lire aussi
Fundji Benedict, « Rétrospectives, ces femmes Africaines qui ont marqué les Mémoires », Kamita,‎ 11 août 2020 (lire en ligne)